# Jarmo Myllys
Jarmo Pentti Kalevi Myllys (* 29. Mai 1965 in Savonlinna) ist ein ehemaliger finnischer Eishockeytorwart. Während seiner Karriere spielte er für die Minnesota North Stars und San Jose Sharks in der National Hockey League, sowie Ilves Tampere, Lukko Rauma, Espoo Blues und SaiPa Lappeenranta in der finnischen SM-liiga sowie Luleå HF und HV71 Jönköping in der schwedischen Elitserien.

## Karriere

### Als Spieler
Myllys begann seine Karriere bei SaPKo Savonlinna in seinem Heimatort und wechselte zur Saison 1983/84 zu Ilves Tampere, wo er bis zum Ende der Saison 1985/86 spielte und einen Meistertitel gewann. Danach wechselte er für zwei Spielzeiten zu Lukko Rauma. In seiner letzten Saison in der SM-liiga wurde er mit der Lasse-Oksanen-Trophäe für den besten Spieler der Liga prämiert.
Zur Spielzeit 1988/89 wechselte der Torhüter nach Nordamerika, wo er für die Minnesota North Stars auflief, die ihn im NHL Entry Draft 1987 in der neunten Runde an 172. Position ausgewählt hatten. In drei Spielzeiten bei den North Stars wurde der Finne nur in zwölf Spielen eingesetzt und verbrachte die meiste Zeit in der International Hockey League beim Farmteam Minnesotas, den Kalamazoo Wings. Im Sommer 1991 wechselte er, bedingt durch den NHL Dispersal Draft zu den San Jose Sharks. Nachdem er in der Saison 1991/92 27 Spiele für die Sharks bestritten hatte, verkauften diese ihn im Sommer 1992 zu den Toronto Maple Leafs, für die er aber nie spielte.
Zur Saison 1992/93 kehrte Myllys nach Finnland zurück, wo er zunächst für KooKoo Kouvola auflief. In der Folgesaison unterschrieb er wieder für ein Jahr bei seinem alten Klub Lukko Rauma, um dann 1994 in die schwedische Elitserien zu Luleå HF zu wechseln. In Luleå spielte er insgesamt sieben Spielzeiten bis 2001 und wurde 1996 schwedischer Meister. Es folgte die erneute Rückkehr nach Finnland für zwei Jahre zu den Espoo Blues. Nach einem weiteren kurzen Gastspiel in Schweden bei HV71 Jönköping in der Spielzeit 2003/04 ließ er seine Karriere in seinem Heimatland bei SaiPa Lappeenranta ausklingen. Nach der Saison 2004/05 beendete er seine Karriere.

### International
Myllys spielt für die finnische Nationalmannschaft bei insgesamt zwei Junioren- und sechs Herren-weltmeisterschaften. Zudem nahm er an drei Olympischen Winterspielen und dem World Cup of Hockey teil. Bei den Junioren-Weltmeisterschaften konnte er eine Silbermedaille erringen, bei den Senioren-Weltmeisterschaften eine goldene und drei silberne Medaille, sowie eine silberne und drei bronzene bei den Olympischen Spielen. Bei der Weltmeisterschaft 1995 wurde er zum Most Valuable Player gewählt.

### Als Trainer
In der Saison 2014/15 arbeitete Myllys als Torwarttrainer sowie zeitweise als Co-Trainer beim EC KAC. In der Saison 2015/16 ist er Co-Trainer bei Savonlinnan Pallokerho (SaPKo) aus der Mestis.

## Erfolge und Auszeichnungen
| - 1986 Finnischer Meister mit Ilves Tampere - 1988 Lasse-Oksanen-Trophäe - 1988 Urpo-Ylönen-Trophäe - 1988 SM-liiga First All-Star Team | - 1990 IHL Second All-Star Team - 1994 SM-liiga First All-Star Team - 1996 Schwedischer Meister mit Luleå HF - 1997 Guldhjälmen |

### International
| - 1984 Silbermedaille bei der Junioren-Weltmeisterschaft - 1988 Silbermedaille bei den Olympischen Winterspielen - 1994 Bronzemedaille bei den Olympischen Winterspielen - 1994 Silbermedaille bei der Weltmeisterschaft - 1995 Goldmedaille bei der Weltmeisterschaft | - 1995 Wertvollster Spieler der Weltmeisterschaft - 1998 Bronzemedaille bei den Olympischen Winterspielen - 1998 Silbermedaille bei der Weltmeisterschaft - 2001 Silbermedaille bei der Weltmeisterschaft |

## NHL-Statistik
(Legende zur Torhüterstatistik: GP oder Sp = Spiele insgesamt; W oder S = Siege; L oder N = Niederlagen; T oder U oder OT = Unentschieden oder Overtime- bzw. Shootout-Niederlage; Min. = Minuten; SOG oder SaT = Schüsse aufs Tor; GA oder GT = Gegentore; SO = Shutouts; GAA oder GTS = Gegentorschnitt; Sv% oder SVS% = Fangquote; EN = Empty Net Goal; 1 Play-downs/Relegation; Kursiv: Statistik nicht vollständig)